# Sebestény Ferenc
Sebesta-Loydolt Ferenc (1939-től Sebestény Ferenc) (Sopron, 1907. február 14. – Nagybánya, 1972. szeptember 30.) magyar képzőművész, rajztanár, író.

## Élete
Sebesta-Loydolt Pál (Bad Fischau-Brunn, 1880. november 2. – Hamburg, 1922. szeptember 19.) cseh származású banktisztviselő, tüzérszázados, az osztrák keleti kereskedelmi részvénytársaság főkönyvelője és Pittroff Ilona (Sopron, 1881. január 12. – Budapest, 1975. március 13.) második gyermekeként született egy soproni polgári családban.

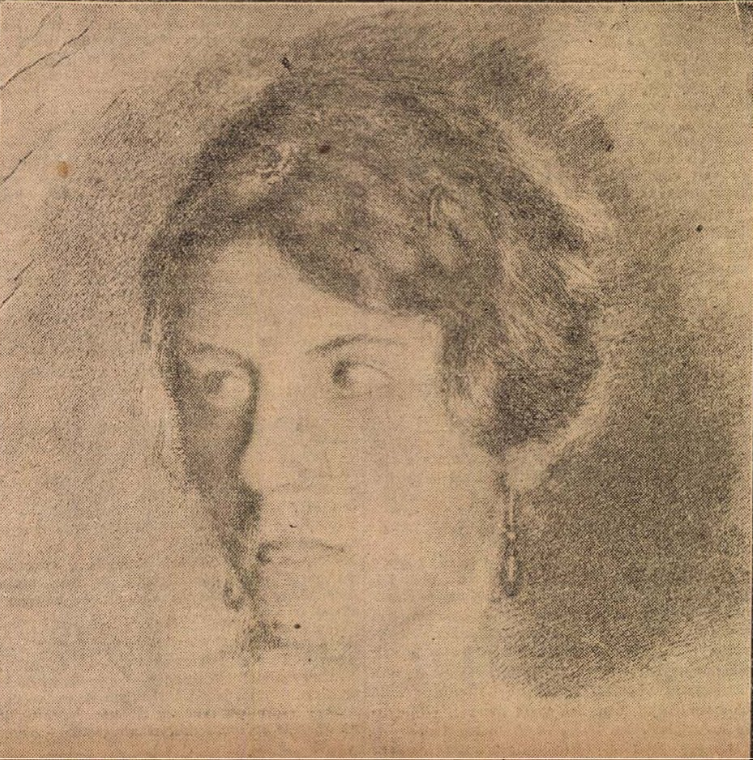
A pengő-pályázatra beküldött "Női Fej"

A Széchenyi István Gimnáziumban már fiatalon kitűnt tehetségével. Mestere Horváth József volt. Gimnazista évei alatt számos rajzversenyt és ösztöndíjat nyert el. Még középiskolás volt, amikor a Sopronvármegye című újság 1925-ben a Széchenyi gimnázium tanulóinak év végi kiállításáról az elragadtatás hangján írja: „Csuda, hogy rajzolnak, festenek ezek a soproni realisták. Közülük különösen Sebesta Ferencről egész biztosan hallani fognak még. Nagy ceruzaportréi, tartalmasszénrajzai, gyors, de biztos kézzel odavetett vázlatai, kis interieurjei és állatcsendéletei, ha még nem is befejezett, de komoly nívójú művészi munkák.” 1925-ben a Magyar Nemzeti Bank pályázatot írt ki az új pengő tervezetére, amire egyedi és művészi értékű "Női fej" című grafikáját küldte be. Végül nem hirdettek győztest a pályázaton, de a bank vezetősége érdeklődést mutatott a tervezet iránt, és a nyomdaigazgató reményét fejezte ki, hogy részt vesz majd az új bankjegyek tervezésében.
1925 és 1934 között a Képzőművészeti Főiskolán először a festő szakot, majd a tanár szakot is elvégezte. Mestere Réti István volt. Tanulmányait Nagybányán és külföldön folytatta. Római ösztöndíjasként huzamosabb időt töltött Olaszországban, és tanulmányi úton volt Párizsban. Diploma után a főiskolán maradt tanársegédnek, majd 1937-től teljes jogú tanár, 1942-ben elhagyta a főiskolát és a budapesti Madách Imre Gimnázium kinevezett rajztanára lett, majd 1945 végétől haláláig a Képző- és Iparművészeti Szakgimnáziumban tanított rajzot, ahol ma terem van róla elnevezve. Tanári évei során mestere volt számos ismert képző- és iparművésznek, mint Tóth Ágnes, Koffán Károly, Galambos Tamás, Dékány Ágoston, Szkok Iván, Aknay János vagy Nádler István. Művészi fejlődéséhez az alkotómunka mellett igen nagymértékben hozzájárult a széleskörű kulturális érdeklődése és művészpedagógusi munkája. Könyvtárosként különösen Leonardo da Vinci Trattatoja és Paul Valéry róla írott tanulmánya foglalkoztatta, valamint Rétinek a Nagybányai jegyzetei. Enciklopédikus tudása, mitológiai ismeretei, költőkkel, írókkal való foglalkozása pályájának ebből az időszakából származik. Művészi munkásságát meghatározták belső vívódásai. Hosszú ideig az intellektuális elem fojtogatta, és önmarcangoló módon kritikusan szemlélte saját tehetségét. Ez az önkritika akadályozta munkáját abban az időszakban, amikor napról napra a legnagyobb művészek alkotásainak analízisébe mélyedt, hogy megtalálja önmaga tiszta nyelvét és a körülötte lévő világ számára egyetlen lehetséges értelmezését. Lelkiismeretessége, a saját magának állított magas mérce is sokáig akadályozta abban, hogy kiállításon mutassa be műveit. 

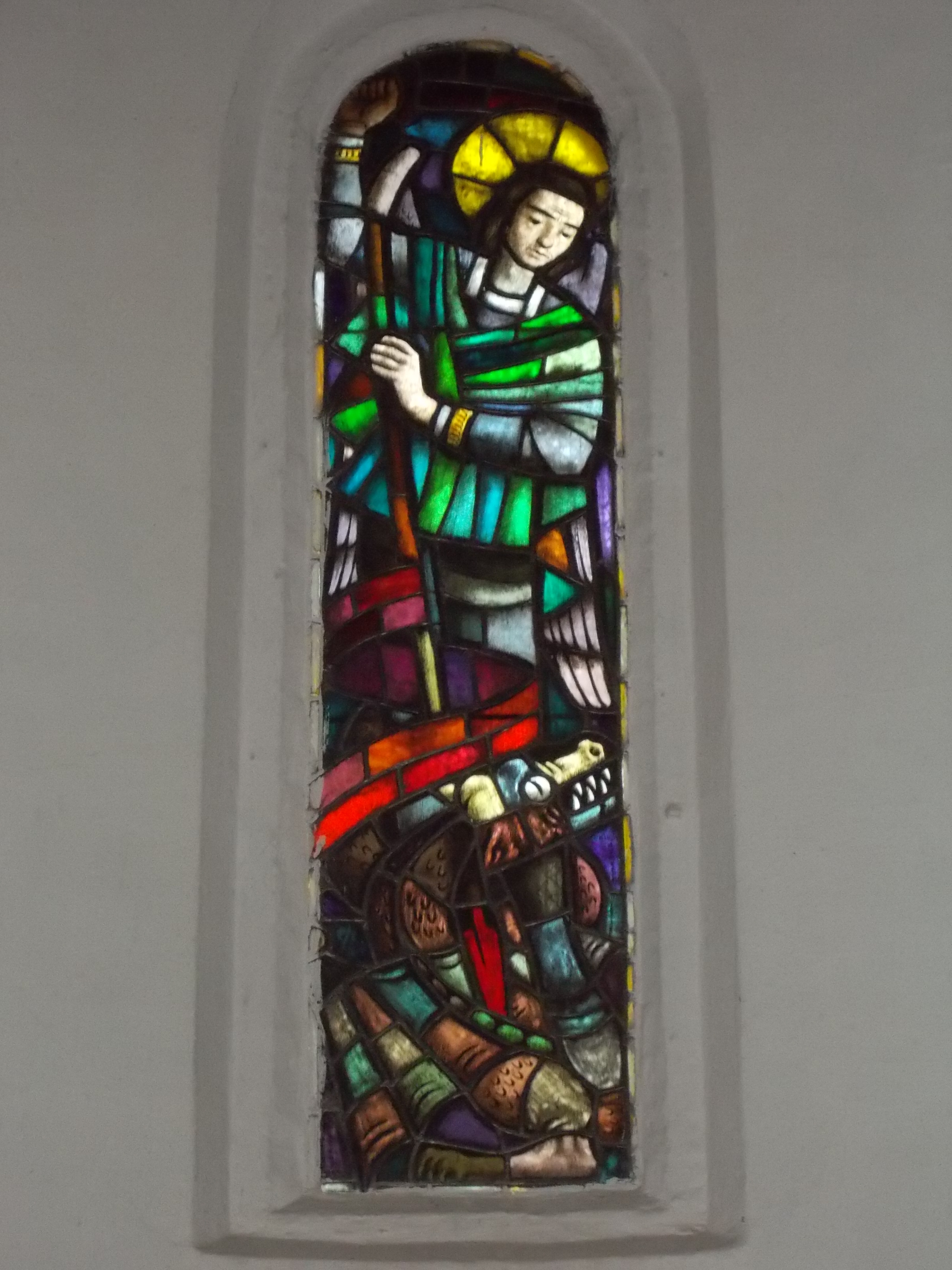
A margitszigeti kápolna üvegablaka

Először 1963-ban a Fényes Adolf Teremben, majd ugyanebben az évben Sopronban tartott önálló kiállítást, ahol a tanári évei során készült műveit mutatta be, köztük a nagybányai művésztelepen készült festményeit, ahol sokat járt ifjúkorában. Nagybánya szülővárosára, Sopronra is emlékeztette, ahol elsősorban a tájképfestészetet tanulmányozta. Szerénységére jellemző, hogy még a hozzá közelállók is alig ismerték nagyszabású üvegablak és gobelin-műveit. Legjelentősebb üvegablak-tervei a dunaújvárosi Arany-csillag szállóban, a Zrínyi utcai Tisztiházban, a margitszigeti premontrei konventben, a Bercsényi utcai Diákszállóban és a Postamúzeumban láthatóak. A Művelődési Minisztérium számára három gobelint tervezett. Közöttük Gách Györggyel együtt készített Petőfi-kompozíciót, ami ma a Berlini Magyar Nagykövetségen található
Életének második szakaszát az iskola, Tihany és Szentendre között osztotta meg, és témáit is főleg ezek adták. Bár sok mindent hozott magával a nagybányai természetlátásból, képein a látvány a megörökítendő érzelmek forrása csupán. Akár a szentendrei dombokat, a tihanyi halászfalut vagy Belső-tavat örökíti meg, képeit sajátos érzelmi kettősség borítja. Halk, leheletnyi szomorúságon áttörő tisztult bölcsesség és optimizmus. Műveiben a fény-árnyék játék sokkal inkább érzelmi, indulati elem, mint vizuális. Mitológiai és tájképein gyakran ötvözte a kréta- vagy tollrajz és vízfestés technikáit. Olajképei színekben erőteljesek. Párizsi tanulmányaira emlékeztetnek, különösen Bonnard és Matisse világát idézik akt- és zsánerképei. Bármilyen technikával dolgozik is, világos tiszta formák jellemzik. 1969-től tagja a Magyar Képzőművészek Szövetségének
1972. szeptember 30-án Nagybányán halt meg. A Farkasréti temetőben a 123. parcellában az első sor 6-os számú sírhelyen van eltemetve.

## Szakirodalmi munkássága
Már 1940-ben részletes tanulmányt írt franciául az akkor még el nem ismert Csontváryról "Le Don Quichotte de la peinture" azaz "A festészet Don Quijotéje" címen, amit a Nouvelle Revue de Hongrie-ban jelentettek meg először. Nagybányáról sokat járt le Koltóra, ahol Petőfi Sándor a híres Szeptember végén című versét írta, hogy Petőfi életéről írjon. Ebből egy részletet 1973-ban az Alföldi irodalmi és művelődési folyóiratban a 150 éve születettet Petőfi megemlékezésére jelentettek meg. Kemény Zsigmondról is írt tanulmányt.